# Moyamba
Moyamba – miasto w zachodnim Sierra Leone. Jest stolicą dystryktu Moyamba.